# 팬아메리칸 월드 항공 816편 추락 사고
팬아메리칸 월드 항공 816편 추락 사고는 1973년 7월 22일, 오클랜드에서 출발하여 파페에테, 로스앤젤레스를 경유한 뒤 샌프란시스코로 가는 팬아메리칸 월드 항공은 경유지인 파아아 국제공항을 이륙했으나, 이륙 30초 후 승객과 승무원 79명을 태운 여객기가 바다에 추락하여 78명이 사망했다.

## 추락 후
항공기가 고도 300피트(91m)에 도달했을 때, 하강하기 시작하면서 좌측으로 기울어져 점점 보잉 707은 바다로 추락하였다. 그때는 야간에 출발했기 때문에 정확히는 알 수 없었다.
이 사고의 유일한 생존자는 캐나다인이었다. 당시 그는 '실제 충돌에 대한 기억은 없지만 물 속에서 깨어났다'고 말했다. 많은 민간 선박들이 그날 밤 파페에테 항구에서 출항했으며, 생존자 수색에 도움을 주기 위해 낮에 더 많은 선박들이 합류했다. 시신은 몇몇 승무원만 수습되었다.
공식적인 원인은 밝혀지지 않았지만, 이륙중 계기판 고장이 사고의 원인이 되었을 것으로 생각된다. 당시 추측은 수평선 오작동뿐만 아니라 치명적인 윈드실드 고장에도 초점을 맞췄다. 조종실 음성 녹음기와 비행 데이터 녹음기는 2,300피트(70피트)에서 가라앉은 것으로 추정된다.

## 같이 보기
- 에어 인디아 855편 추락 사고
- 플래시 항공 604편 추락 사고
- 노스웨스트 항공 823편 추락 사고
- 남아프리카 항공 228편 추락 사고
- 비아사 항공 897편 추락 사고